# Aulus Cornelius Mammula (Prätor 217 v. Chr.)
Aulus Cornelius Mammula war ein römischer Prätor.
Er stammte aus einem Zweig (stirps) der gens Cornelia, der das Cognomen Mammula trug. In seiner Praetur 217 v. Chr. gelobte Aulus Cornelius Mammula das erste historische ver sacrum nach der militärischen Niederlage in der Schlacht am Trasimenischen See. Im folgenden Jahr trat er als Proprätor von Sardinien an der Spitze einer Flotte auf und forderte vom Senat Geld und Getreide. In dieser Zeit großer Not nach der Niederlage bei Cannae konnte ihm jedoch nichts bewilligt werden, und er musste versuchen, etwas von den Bundesgenossen zu erhalten. Anfang 215 v. Chr. kehrte er aus der Provinz zurück.